# Rubus dalmaticus
Rubus dalmaticus là loài thực vật có hoa trong họ Hoa hồng. Loài này được (Ser.) Guss. miêu tả khoa học đầu tiên.